# Campionatul Balcanic de Atletism din 1937
Campionatul Balcanic de Atletism din 1937, numit atunci Jocurile Balcanice sau Balcaniada, s-a desfășurat între 5 și 12 septembrie 1937 pe Stadionul ONEF din București, România. Au participat Albania, Bulgaria, Grecia, Iugoslavia, Turcia și România. România a organizat pentru prima oară acest eveniment.

## Rezultate
RM - record mondial; RC - record al competiției; RE - record european; RN - record național; PB - cea mai bună performanță a carierei

### Masculin
| Probă sportivă                                 | Aur                                                                                       | Aur          | Argint                                                                                        | Argint  | Bronz                                                          | Bronz     |
| 100 m                                          | Artemon Ghițescu (ROU)                                                                    | 10,9         | Ion Liess (ROU)                                                                               | 10,9    | Julije Bauer (YUG)                                             | 11,1      |
| 200 m                                          | Nicolae Iordache (ROU)                                                                    | 21,9 RN      | Aristides Sakellariou (GRE)                                                                   | 22,3    | Kostas Pilavidis (GRE)                                         | 22,4      |
| 400 m                                          | Nicolae Iordache (ROU)                                                                    | 49,1 RC RN   | Melih Kotanca (TUR)                                                                           | 49,9 RN | Nikola Despot (YUG)                                            | 50,1 RN   |
| 800 m                                          | Emil Goršek (YUG)                                                                         | 1:57,4 RC RN | Grigoris Georgakopoulos (GRE)                                                                 | 1:58,3  | Francisc Nemeș (ROU)                                           | 1:58,5 RN |
| 1500 m                                         | Emil Goršek (YUG)                                                                         | 4:02,1 RC RN | Grigoris Georgakopoulos (GRE)                                                                 | 4:07,0  | Josip Kotnik (YUG)                                             | 4:07,0    |
| 5000 m                                         | Kostadinos Arvanitis (GRE)                                                                | 15:54,6      | Dinu Cristea (ROU)                                                                            | 16:01,8 | Christos Vartsakis (GRE)                                       | 16:05,4   |
| 10 000 m                                       | Dinu Cristea (ROU)                                                                        | 32:43,4 RC   | Stelios Kiryakidis (GRE)                                                                      | 33:06,5 | Christos Vartsakis (GRE)                                       | 33:40,0   |
| Maraton                                        | Stelios Kiryakidis (GRE)                                                                  | 3:00:22      | Athanasios Ragazos (GRE)                                                                      | 3:01:25 | Ludovic Gal (ROU)                                              | 3:03:25   |
| 110 m garduri                                  | Christos Mantikas (GRE)                                                                   | 15,2         | Liuben Doicev (BUL)                                                                           | 15,6 RN | Constantin Herold (ROU)                                        | 15,9      |
| 400 m garduri                                  | Christos Mantikas (GRE)                                                                   | 53,9 RC RN   | August Banščak (YUG)                                                                          | 56,4    | Faik Önem (TUR)                                                | 57,0 RN   |
| Ștafetă 4×100 m                                | Grecia · Aristides Sakellariou · Christos Mantikas · Grigorios Lambrakis · Nikos Lekatsas | 42,1 RC RN   | România · Adalbert Kovacs · Artemon Ghițescu · Ion Liess · Juliu Dejenaru                     | 42,5 RN | Iugoslavia · Julije Bauer · Alfonz Kovačić                     | 43,2 RN   |
| Ștafetă 4×400 m                                | Iugoslavia                                                                                | 3:27,8 RC    | Grecia · Christos Mantikas · Elias Misalidis · Giorgios Karagiorgos · Grigoris Georgakopoulos | 3:30,4  | România                                                        | 3:32,8    |
| Ștafetă balcanică (800 m, 400 m, 200 m, 100 m) | România · Francisc Nemeș · Nicolae Iordache · Ion Liess · Artemon Ghițescu                | 3:24,2       | Grecia · Aristides Sakellariou · Elias Misalidis · Grigorios Lambrakis · Stavros Velkopoulos  | 3:26,0  | Turcia Firuzan Tekil Galip Darılmaz Melih Kotanca Raif Emengen | 3:28,1    |
| Săritura în înălțime                           | Kostadinos Pantazis (GRE)                                                                 | 1,87         | Pulios Pulat (TUR)                                                                            | 1,84    | Nikos Lekatsas (GRE)                                           | 1,84      |
| Săritura cu prăjina                            | Georgios Thanos (GRE)                                                                     | 3,90 =RC     | Liuben Doicev (BUL)                                                                           | 3,80    | Kostas Travlos (GRE)                                           | 3,70      |
| Săritura în lungime                            | Grigorios Lambrakis (GRE)                                                                 | 7,05         | Pompiliu Stoichițescu (ROU)                                                                   | 6,85    | Giorgios Eleftheriadis (GRE)                                   | 6,71      |
| Triplusalt                                     | Jovan Mikić (YUG)                                                                         | 14,03        | Reinhold Kreisel (ROU)                                                                        | 13,87   | Pavle Jovićević (YUG)                                          | 13,84     |
| Aruncarea greutății                            | Nicolae Gurău (ROU)                                                                       | 14,31        | Aleksandar Kovačević (YUG)                                                                    | 14,19   | İrfan Şahinbaş (TUR)                                           | 13,97     |
| Aruncarea discului                             | Nikolaos Syllas (GRE)                                                                     | 46,26        | Petre Havaletz (ROU)                                                                          | 44,07   | Stilianos Floros (GRE)                                         | 41,93     |
| Aruncarea ciocanului                           | Christos Dimitropoulos (GRE)                                                              | 48,06        | Pedro Goić (YUG)                                                                              | 46,41   | Milan Stepišnik (YUG)                                          | 46,24     |
| Aruncarea suliței                              | Napoleon Papageorgiou (GRE)                                                               | 58,21        | Constantin Vamanu (ROU)                                                                       | 56,20   | Anton Hockl (ROU)                                              | 54,69     |
| Aruncarea discului în stil elenic              | Nikolaos Syllas (GRE)                                                                     | 39,73        | Petre Havaletz (ROU)                                                                          | 37,95   | Alexandru Bădulescu (ROU)                                      | 35,20     |

## Clasament pe medalii
| Loc   | Țară       | Aur | Argint | Bronz | Total |
| ----- | ---------- | --- | ------ | ----- | ----- |
| 1     | Grecia     | 12  | 7      | 7     | 26    |
| 2     | România    | 6   | 8      | 6     | 20    |
| 3     | Iugoslavia | 4   | 3      | 6     | 13    |
| 4     | Turcia     | 0   | 2      | 3     | 5     |
| 5     | Bulgaria   | 0   | 2      | 0     | 2     |
| Total | Total      | 22  | 22     | 22    | 66    |